# Gare d'Orry-la-Ville - Coye
La gare d'Orry-la-Ville - Coye est une gare ferroviaire française de la ligne de Paris-Nord à Lille, située dans la commune d'Orry-la-Ville, à proximité de Coye-la-Forêt, dans le département de l'Oise, en région Hauts-de-France.
C'est une gare de la Société nationale des chemins de fer français (SNCF), desservie par les trains du réseau TER Hauts-de-France ainsi que par la ligne D du RER. La gare et ses abords, isolés des zones d'habitation, constituent une enclave au milieu du site classé de la forêt de Chantilly. Le centre d'Orry-la-Ville est distant de 2 km, et celui de Coye-la-Forêt de 1,8 km. Du lundi au vendredi, des autocars assurent la correspondance. Pour les voyageurs arrivant par un train du RER D et souhaitant se rendre à Orry-la-Ville, il est préférable de descendre à la gare de La Borne Blanche, située à 850 m du centre du village.

## Situation ferroviaire
La gare d'Orry-la-Ville - Coye est établie à mi-distance des communes d'Orry-la-Ville et de Coye-la-Forêt en forêt de Chantilly, au point kilométrique 35,046 de la ligne de Paris-Nord à Lille. Elle suit la gare de La Borne Blanche et précède la gare de Chantilly - Gouvieux.
Organisée en quatre voies et trois quais, la gare comprend deux voies centrales (3 et 4) qui servent de terminus au RER, mais les trains du RER à destination ou en provenance de Creil s'y arrêtent également. Les deux voies latérales (1 et 2) sont ainsi réservées à la circulation des trains de « grandes lignes » de la ligne Paris-Nord – Lille, ainsi qu'à l'arrêt des TER Hauts-de-France (cependant, certains trains du RER à destination de Creil partent de la voie 1). Au sud du quai central, en direction de La Borne Blanche, une voie de garage permet le remisage d'une rame du RER. La gare d'Orry ne sert pas de terminus ou de garage aux trains TER ; ceux-ci, en fin de service, gagnent la gare de Creil.

## Histoire
La ligne directe de Saint-Denis à Creil via Survilliers-Fosses fut ouverte le 10 mai 1859, après six ans d'études, puis quadruplée entre Paris et la bifurcation de La Chapelle-en-Serval, à 4 km au sud de la gare d'Orry-la-Ville - Coye, le 15 avril 1905,. Cette ligne devait raccourcir les temps de trajet entre Paris et Creil et était empruntée par les trains de voyageurs sur des trajets reliant Paris à Lille, Valenciennes, Saint-Quentin, Bruxelles, Amsterdam, Liège ou Cologne.
Contrairement aux gares d'origine de la ligne de Paris à Lille via Pierrelaye, construits par Alfred Armand, les bâtiments voyageurs des gares de cette ligne directe recourent à un modèle standard des gares de seconde classe de la Compagnie des chemins de fer du Nord réalisé par l'architecte de la compagnie, Jules Léon Lejeune (1800-1877).
À Orry-la-Ville, les pavillons des extrémités correspondaient au logement du chef de gare et du sous-chef de gare. Construit à l'origine comme une gare de seconde classe, le bâtiment est agrandi en 1907 pour en faire une gare de première classe avec notamment l'adjonction d'un étage à chaque pavillon pour pouvoir y loger plus de personnel ; le fronton central est également modifié.
Lors de la Première Guerre mondiale, la gare sert de gare de triage pour les permissionnaires de l'armée française. À la suite de l'assouplissement du régime des permissions par le général Pétain, entre juin 1917 et le 25 août 1919, des milliers de soldats transitent par la gare en direction du front. Les départs en permission, quant à eux, se font à la gare de Survilliers - Fosses. Chaque jour, quatre trains spéciaux arrivent en provenance de Bordeaux, Achères, Lyon et Paris-Nord et six trains repartent vers le front. Des cantonnements pouvant accueillir 2 000 soldats sont installés à proximité immédiate ; les autres soldats sont installés dans les communes environnantes. Les cantonnements sont alors équipés d'une cantine, d'une coopérative, d'un service médical et d'un cinéma.
L'électrification de la ligne Paris – Creil via Orry-la-Ville devient effective le 9 décembre 1958. Trois ans et demi plus tard, en mai 1962, les voies sont quadruplées sur les 4 km manquants jusqu'à Orry-la-Ville - Coye. En même temps, la gare devient le terminus de certains trains de banlieue au lieu de Survilliers-Fosses, le bâtiment-voyageurs est équipé d'un PRS et la commune d'Orry-la-Ville reçoit un point d'arrêt près du centre du village, appelé « La Borne Blanche » d'après le petit château situé en cet endroit, qui sert alors de centre de formation SNCF, devenu depuis siège du Parc naturel régional Oise-Pays de France).
Supportant un trafic de transit national et international très important, la poursuite du quadruplement de la ligne Paris – Creil s'impose pendant les années 1970. Mais il s'agit tout d'abord de remplacer le viaduc de Commelles, se trouvant au nord de la gare d'Orry-la-Ville, par une nouvelle construction. Le nouveau viaduc est mis en service en 1985 en même temps avec une troisième voie jusqu'à Chantilly : bien que dimensionné pour accueillir quatre voies, le quadruplement de la ligne n'a jamais été achevé. Il a été compromis par la décision de construire la LGV Nord qui était intervenu simultanément.
Le mois de septembre 1990 voit la première phase de la mise en service de la ligne D du RER en lieu et place des trains de banlieue classiques. Dès lors, ces trains ne sont plus limités à la gare du Nord, mais desservent également la gare de Châtelet-Les Halles. L'année suivante, le périmètre du trafic de banlieue parisien est modifiée pour devenir identique dans toute la région Île-de-France. Pour la section de ligne La Borne Blanche – Creil, cela signifie que les titres de transport propres au tarif Île-de-France, dont notamment la Carte Navigo, ne sont plus applicables. Le 24 septembre 1995, les trains du RER D sont interconnectés avec la banlieue sud-est. Entre-temps, Orry-la-Ville perd la majorité du trafic voyageurs de transit avec l'ouverture de la section bifurcation de Gonesse – Arras de la LGV Nord, le 23 mai 1993.

## Fréquentation
De 2015 à 2023, selon les estimations de la SNCF, la fréquentation annuelle de la gare s'élève aux nombres indiqués dans le tableau ci-dessous.
| Année                      | 2015      | 2016      | 2017      | 2018      | 2019      | 2020      | 2021      | 2022      | 2023      |
| -------------------------- | --------- | --------- | --------- | --------- | --------- | --------- | --------- | --------- | --------- |
| Voyageurs                  | 1 451 908 | 1 556 760 | 1 751 171 | 1 817 029 | 2 147 579 | 1 302 429 | 1 588 454 | 1 932 800 | 2 070 795 |
| Voyageurs et non voyageurs | 1 613 231 | 1 729 733 | 1 945 746 | 2 018 921 | 2 386 199 | 1 447 144 | 1 764 948 | 2 147 555 | 2 300 883 |

## Service des voyageurs

### Accueil

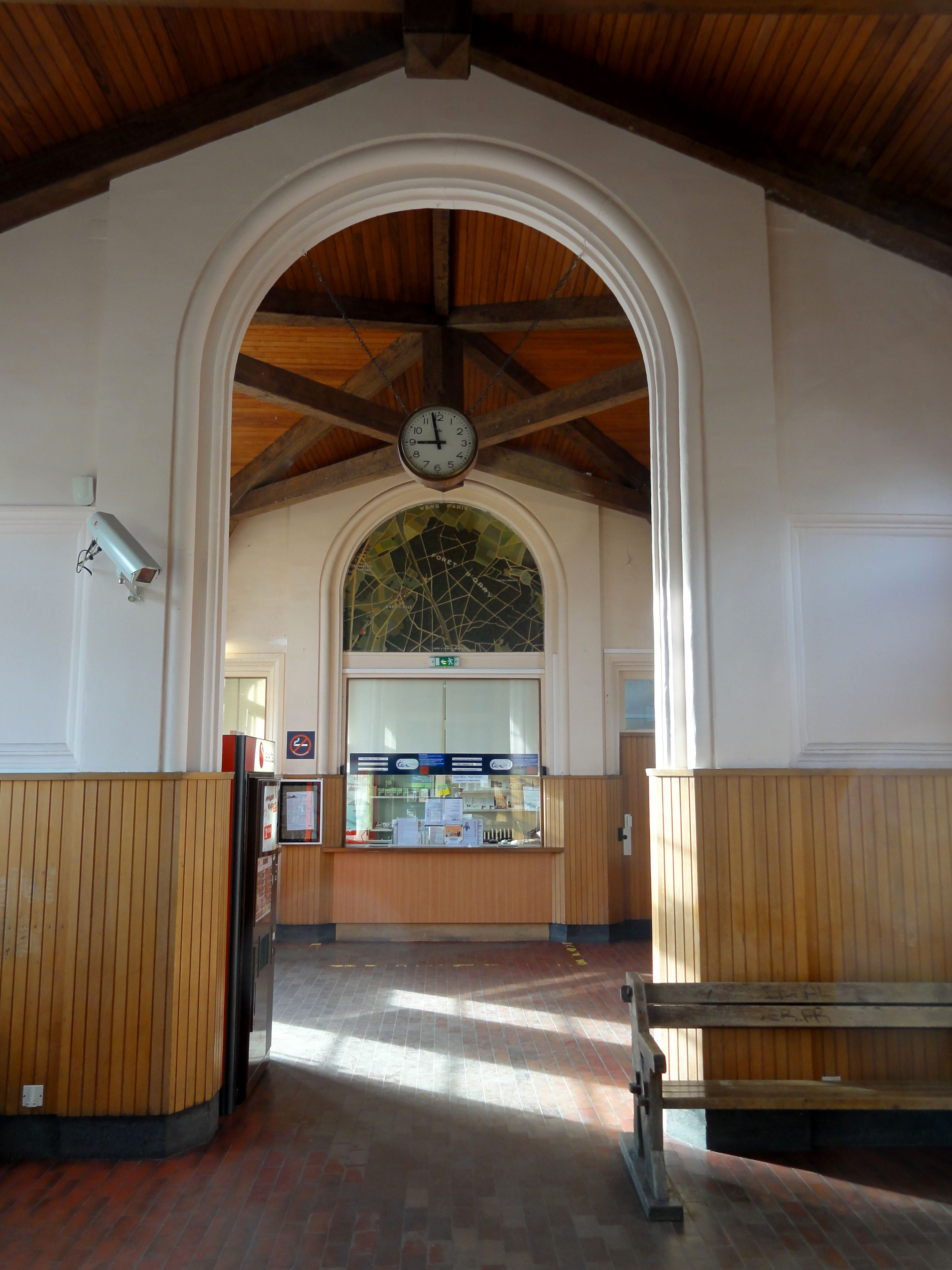
Salle d'attente et guichets. Deux plans d'orientation, destinés aux randonneurs, ornent les murs.

La gare dispose de trois parkings totalisant un millier de places, toutes payantes en semaine. Ces parkings sont gérés par une structure publique spécifique : le Syndicat intercommunal pour la construction et la gestion des parkings d'Orry-la-Ville (SICGPOV), auquel adhèrent les communes de La Chapelle-en-Serval, Chaumontel (dans le Val-d'Oise), Coye-la-Forêt, Gouvieux, Lamorlaye, Orry-la-Ville, Pontarmé, Senlis et Thiers-sur-Thève. Ce syndicat est chargé de l'entretien, de la gestion et de la surveillance. Les habitants des communes appartenant au syndicat bénéficient d'une réduction sur l'abonnement.
La gare possède un guichet ouvert de 6 h à 21 h du lundi au vendredi, de 7 h 10 à 20 h le samedi et de 8 h 10 à 21 h les dimanches et fêtes (avec une interruption entre 13 h 15 et 13 h 45 le week-end). Il ne dispose que d'un simple distributeur automatique TER sur les quais, qui peut vendre des billets pour des destinations choisies en Picardie et en Île-de-France. Le quai central utilisé essentiellement par les trains de la ligne D du RER n'est pas accessible aux personnes handicapées. Le quai de la voie no 2 n'est accessible que depuis le parking derrière la gare, car le passage souterrain avec escaliers en constitue l'unique accès depuis le bâtiment-voyageurs et la place de la gare.
La gare est équipée, depuis début 2010, d'un système de 19 caméras de vidéosurveillance sur les quais, sur le même modèle que le système équipant déjà les gares franciliennes.
Deux hôtels, dont un avec bar et restaurant, se trouvent place de la gare.
Le chemin de grande randonnée GR 1 (tour de Paris) passe près de la gare, permettant de rejoindre les étangs de Commelles (2,6 km) ou l'abbaye d'Hérivaux (6 km) à pied.

### Desserte

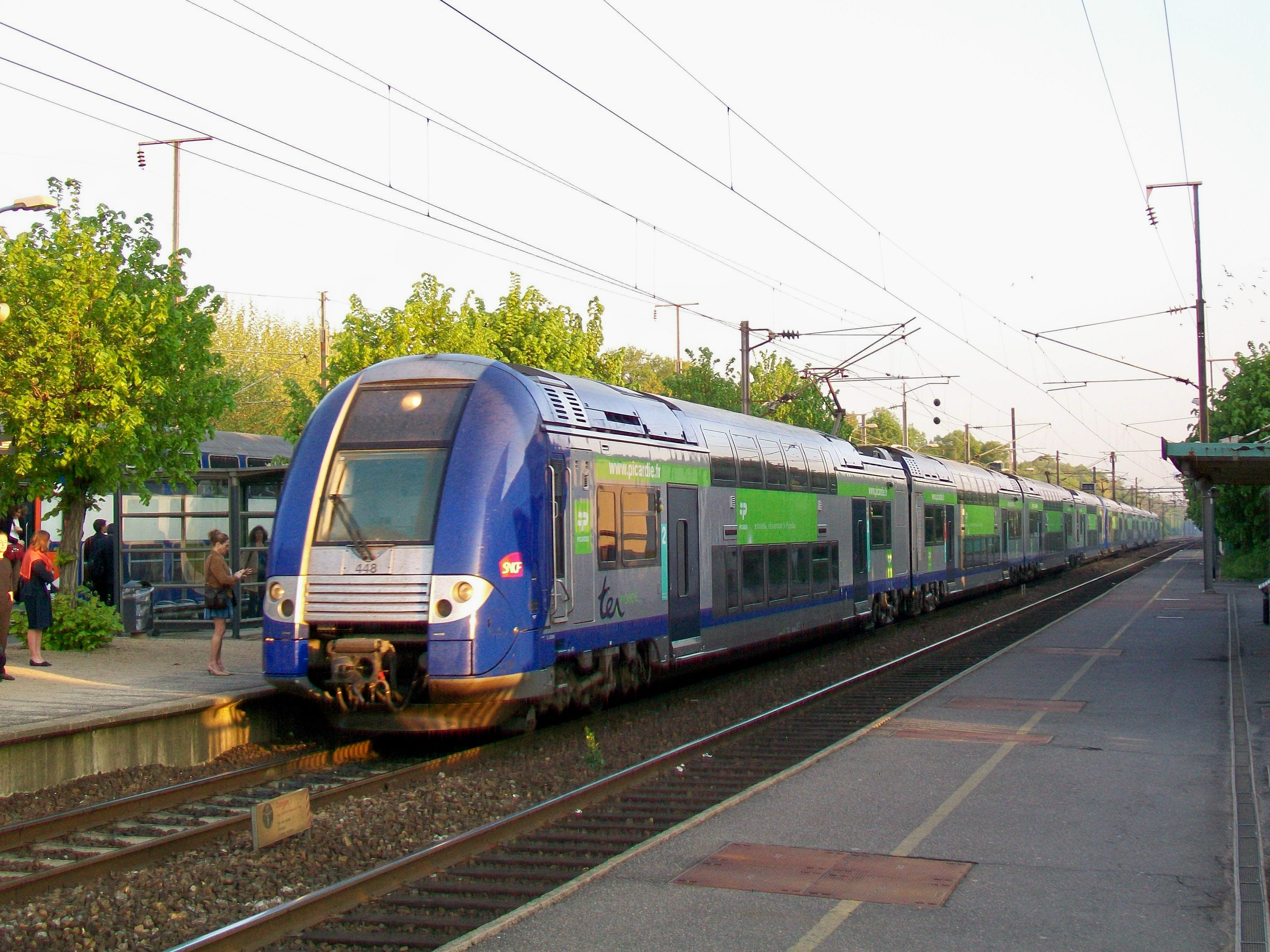
Le TER 848506, vu le 21 avril 2011 (départ pour Paris à), est assuré par une UM de de la région Picardie. Ce train part toujours du quai central, habituellement réservé au RER, pour motif de dépassement par l'Intercités 12006 (passant sans arrêt) qui emprunte la voie 2 située à côté.

La gare est desservie par les trains du réseau TER Hauts-de-France, effectuant sur les liaisons suivantes :
- Paris-Nord – Compiègne / Saint-Quentin ;
- Paris-Nord – Creil / Amiens.

Les trains directs mettent 18 à 20 min pour atteindre la gare de Paris-Nord.
La gare est également desservie par les trains de la ligne D du RER. Elle constitue le terminus de la branche D1, alors que la branche D3 va jusqu'à son terminus à Creil deux gares plus loin. Les trains qui ont pour destination Orry-la-Ville ont un nom de mission commençant par la lettre L. Elle est desservie tous les quarts d'heure aux heures de pointe et toutes les demi-heures aux heures creuses. Les trains mettent 46 min pour atteindre la gare de Châtelet - Les Halles.
Étant située en région Hauts-de-France, la tarification relevant du syndicat des transports d'Île-de-France (STIF) n'est pas applicable.

### Intermodalité
- Réseau La Navette de Lamorlaye :

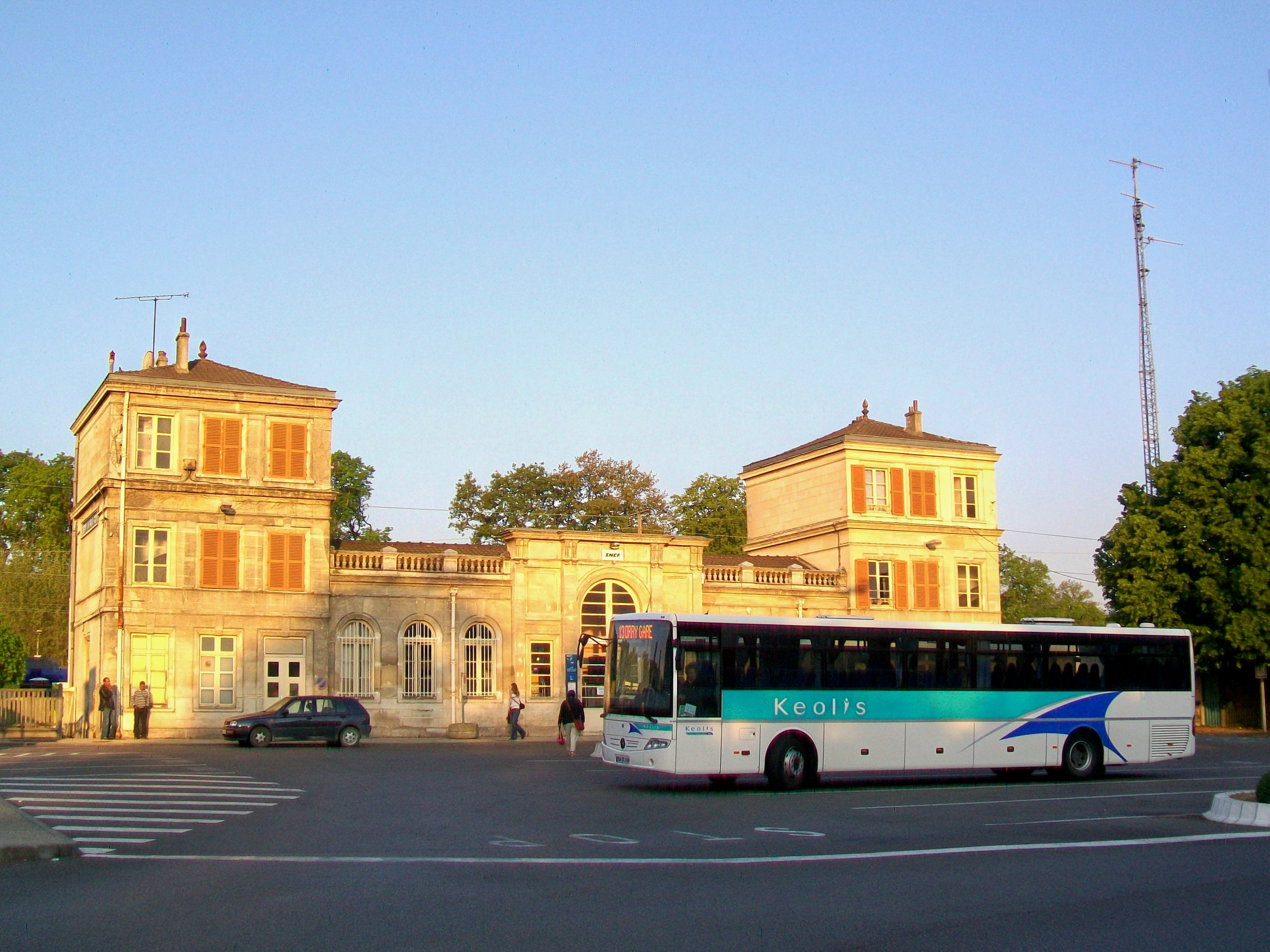
Autocar stationnant devant la gare.

  - ligne G2 reliant la gare à Coye-la-Forêt et Lamorlaye, fonctionnant du lundi au vendredi sauf en période estivale[15].
- Réseau interurbain de l'Oise[16], lignes exploitées par Keolis Oise :
  - ligne 643 en direction de Senlis par Orry-la-Ville, La Chapelle-en-Serval, Thiers-sur-Thève et Pontarmé, fonctionnant du lundi au vendredi.
  - ligne 644 en direction de Chantilly par Coye-la-Forêt et Lamorlaye, fonctionnant du lundi au vendredi toute la journée et le samedi matin.
  - lignes à vocation scolaire 6205, 6213, 6222, 6223, 6232 et 6233.

## Caractéristiques

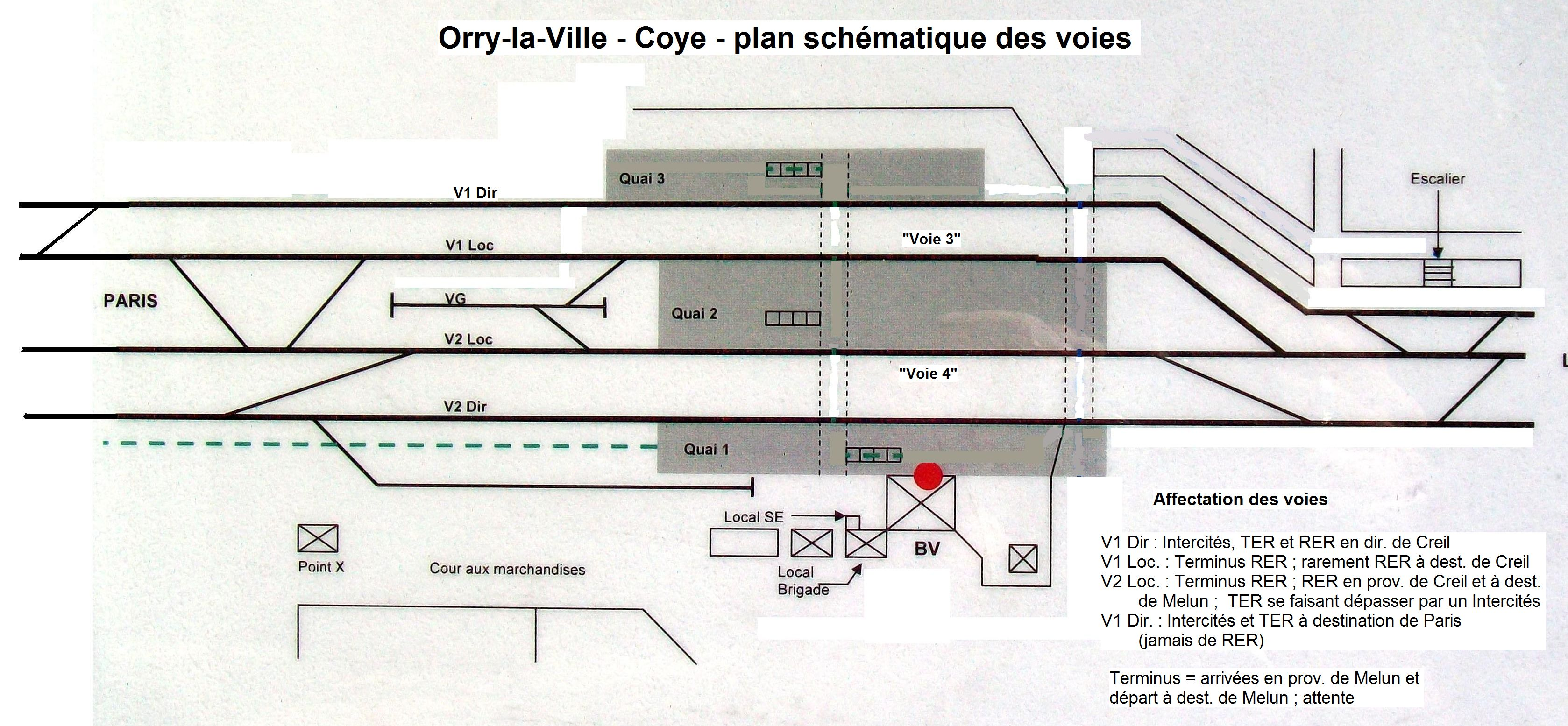
Plan schématique des voies de la gare, basé sur un document SNCF, au 4 mai 2011.

Les conditions d’exploitation dans cette gare, malgré leur optimisation, restent contraignantes pour la desserte sur les voies directes 1 Dir. et 2 Dir. (TER Hauts-de-France). Les deux voies directes encadrent les deux voies locales 1 Loc. et 2 Loc., qui forment un terminus composé de deux voies au quai central (appelées voies 3 et 4 pour le public) et d'une voie garage en tiroir côté sud. Côté nord, les voies locales se réunissent en une seule voie qui continue en direction de Chantilly, s'arrêtant après le viaduc de la Canardière qui suit la gare. Étant donné ces circonstances, l'exploitation de la ligne D du RER paraît indépendante de l'exploitation des trains TER, sauf pour les trains de la ligne D prolongés sur Creil.
Le problème réside dans les marges d'utilisation limitées de la troisième voie. Cette troisième voie date de 1985 seulement et a été construite dans le cadre de la mise à quatre voies de la section Orry-la-Ville – Creil, jamais achevée en raison de la construction de la LGV Nord décidée peu de temps après. Bien que cette LGV ait délesté la ligne Paris – Creil, la troisième voie reste indispensable aux heures de pointe, afin de permettre aux trains express (ex-Intercités) de dépasser les TER : les premiers effectuent le trajet Paris – Creil en 25 min environ, et les derniers en 35 min en raison des deux arrêts à Orry-la-Ville et Chantilly-Gouvieux. Mais si l'on considère que les voies 3 et 4 le long du quai central font partie du terminus du RER, cette troisième voie Orry-la-Ville – Chantilly ne commence donc qu'après la gare d'Orry, et les dépassements en gare d'Orry ne peuvent se faire sans tenir compte de l'exploitation du RER. On pourrait prolonger la troisième voie jusqu'au sud de la gare d'Orry, mais le problème d'interférence avec le RER resterait le même dans au moins une direction : les voies locales utilisées par le RER sont situées au milieu des voies directes, et pour rejoindre la voie directe, un croisement à niveau serait ainsi inéluctable.
Le prolongement de la troisième voie au sud d'Orry ne serait donc pas suffisant : il faudrait également construire un saut-de-mouton pour exclure tout croisement à niveau avec les voies locales. Compte tenu du coût de cette solution et des fortes contraintes environnementales posées par la situation en forêt de Chantilly, un nouveau programme d’aménagement du terminus a été envisagé pour bien séparer les flux de la ligne D et des TER, en s’inscrivant dans les emprises actuelles. Dans ce programme, il est envisagé l’allongement du quai existant en direction de Paris et l’adjonction d’une liaison. Cet aménagement permet d’améliorer la régularité en dissociant complètement les trafics de la ligne D et ceux des TER. Il permet aussi d’augmenter la capacité de la ligne pour les trains TER desservant la Picardie, notamment dans le sens Paris – Province qui est le plus contraint.

## Galerie de photographies

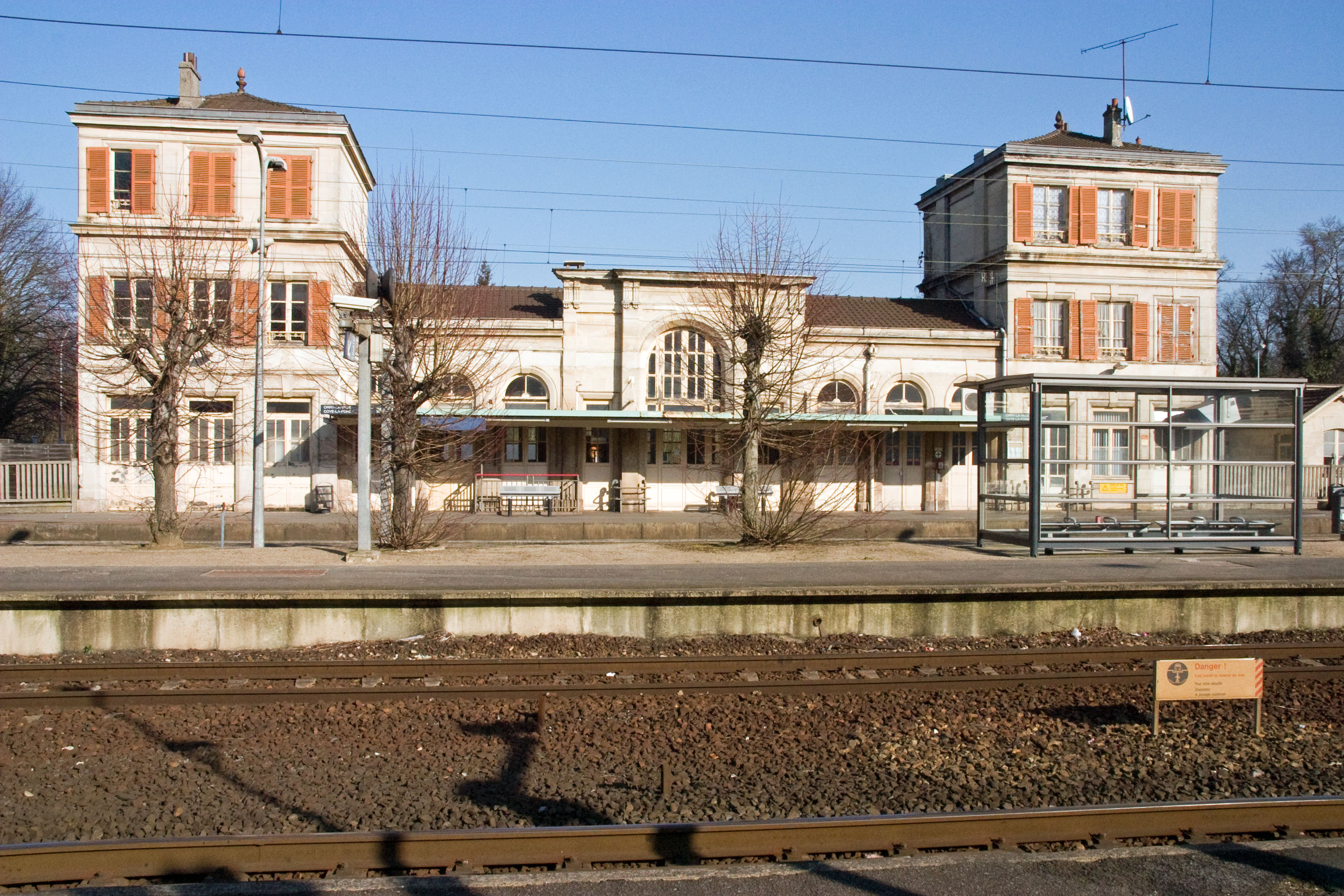
Le bâtiment voyageurs, vu des quais.
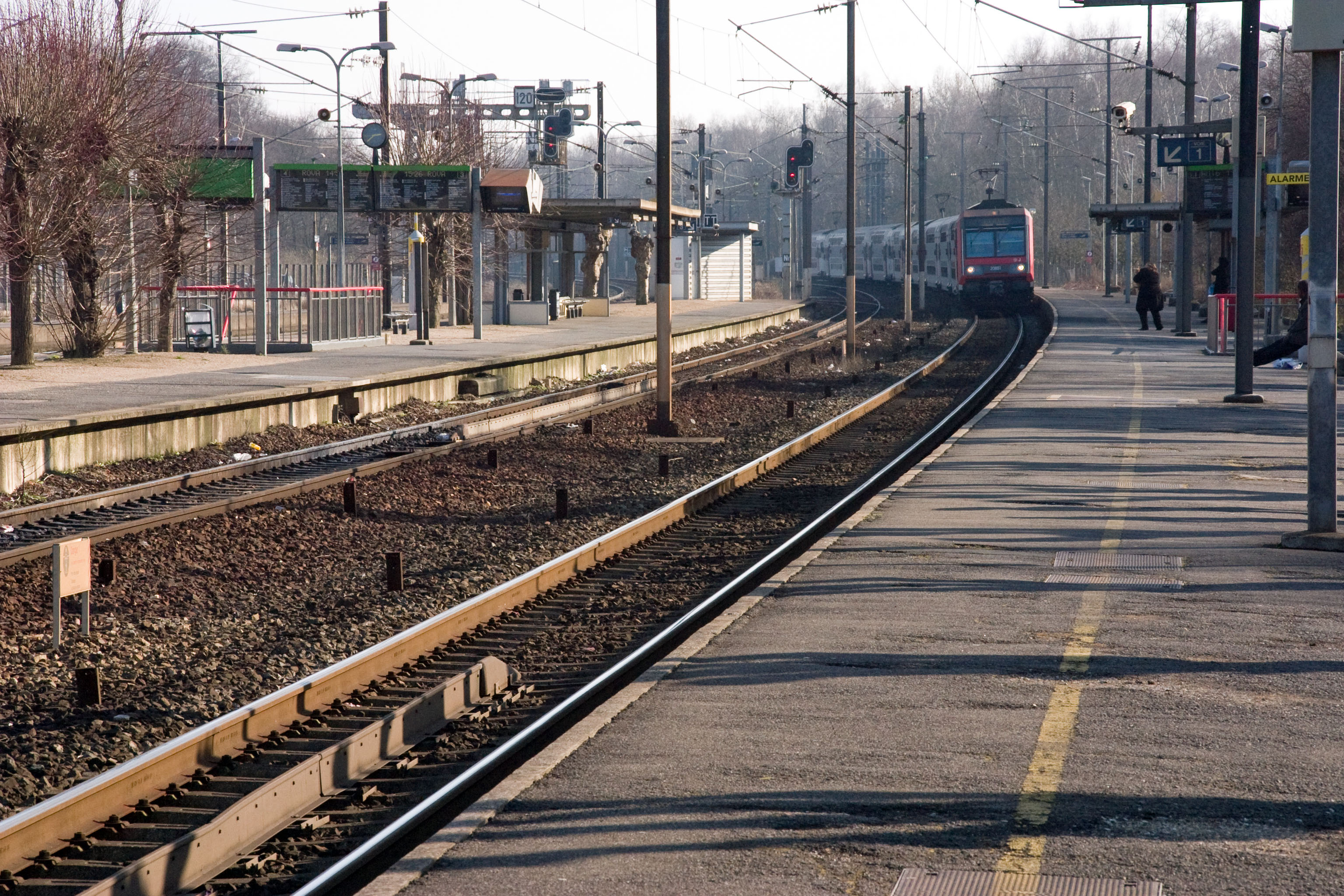
Vue des quais, en direction de Paris.
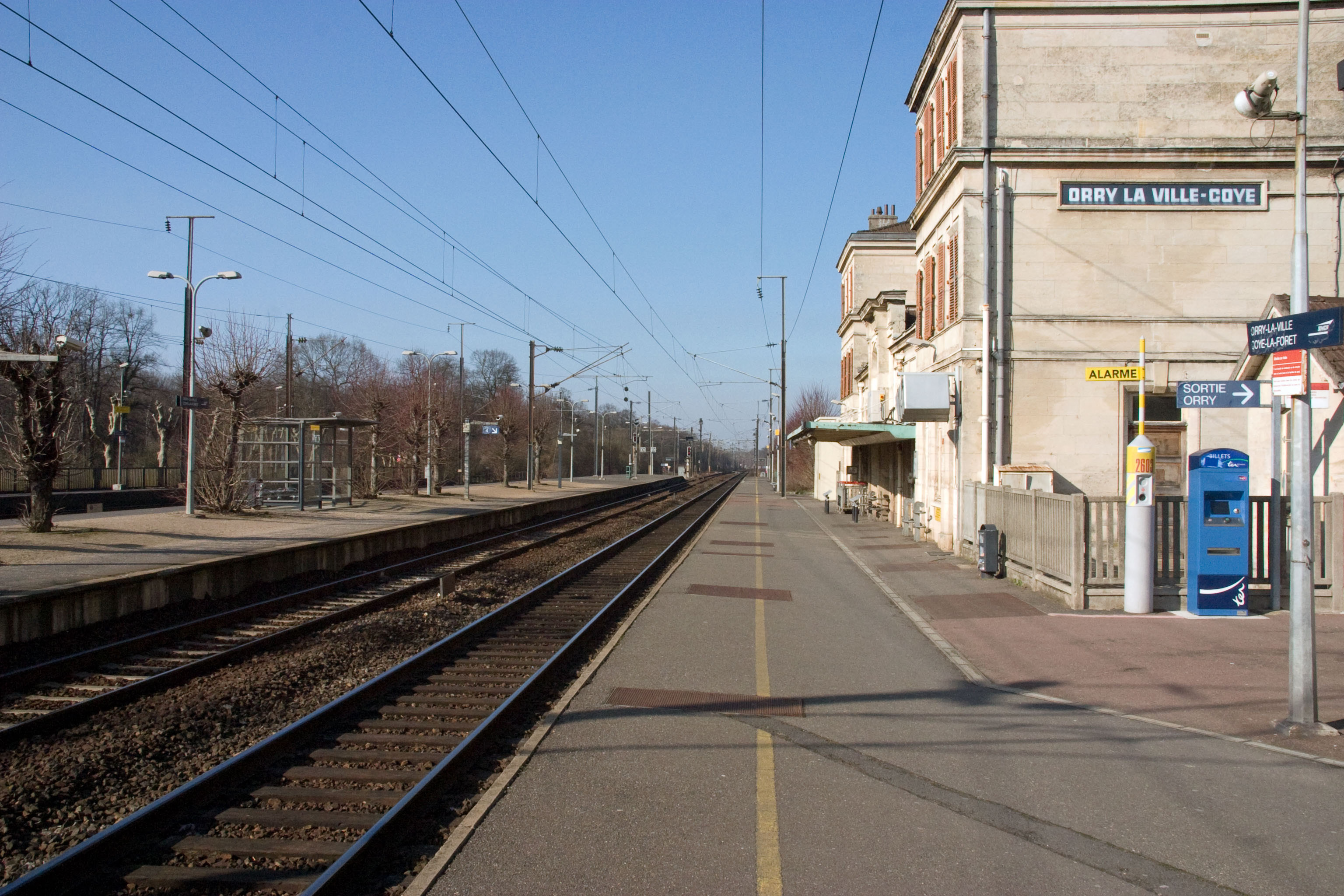
Vue des quais, en direction de Creil.
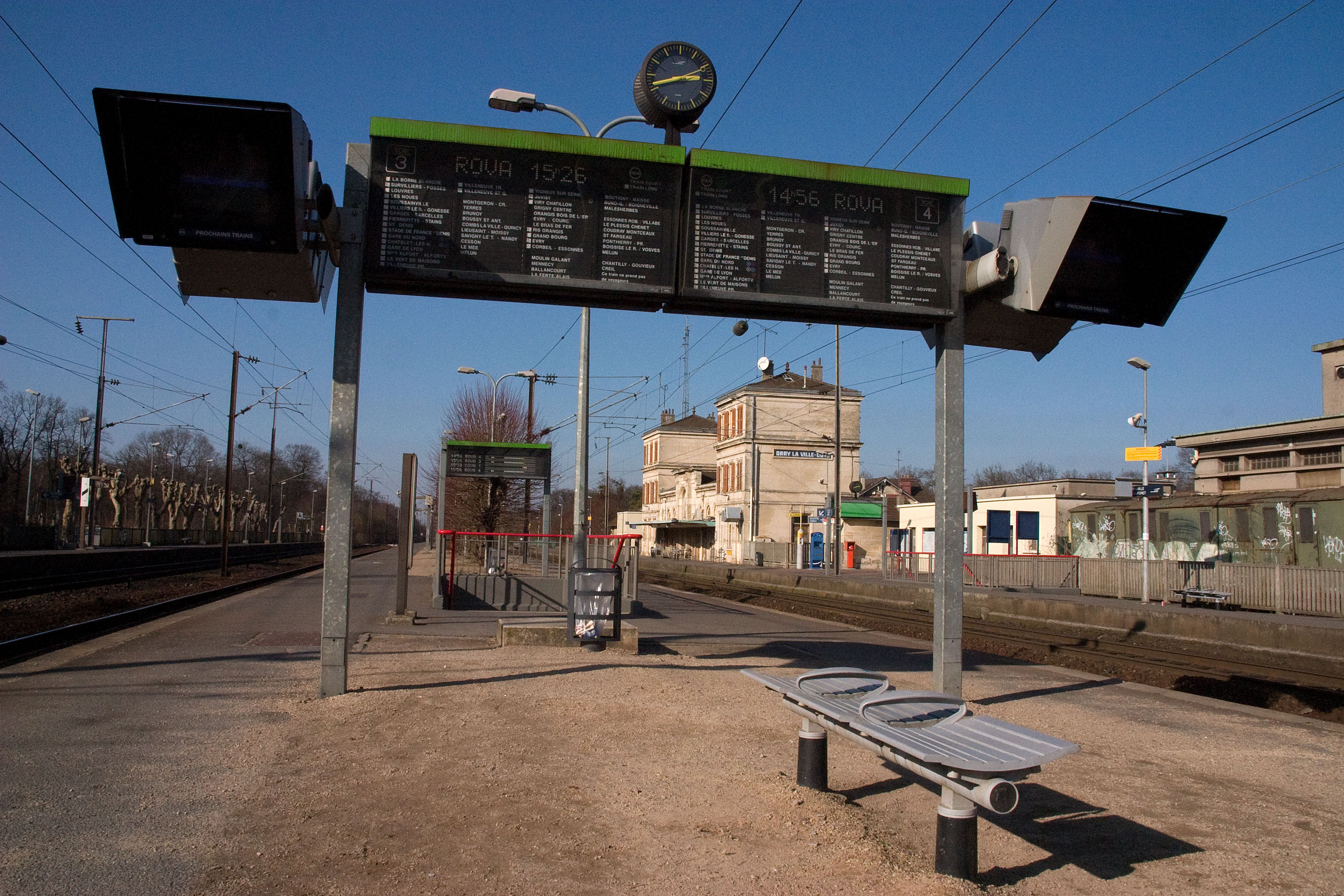
Tableau d'affichage du quai central (RER D).